# París-Roubaix 1931
La 32.ª edición de la París-Roubaix tuvo lugar el 5 de abril de 1931 y fue ganada por el belga Gaston Rebry. Esta fue la primera de las tres victorias que conseguiría en esta carrera. 

## Clasificación final
| Posición | Ciclista               | Equipo                    | Tiempo |
| -------- | ---------------------- | ------------------------- | ------ |
| 1        | Gaston Rebry           | Alcyon-Dunlop             |        |
| 2        | Charles Pélissier      | Genial Lucifer-Hutchinson |        |
| 3        | Émile Decroix          | Genial Lucifer-Hutchinson |        |
| 4        | Georges Ronsse         | La Française              |        |
| 5        | Émile Joly             | Genial Lucifer-Hutchinson |        |
| 6        | Jef Demuysere          | Genial Lucifer-Hutchinson |        |
| 7        | Alfons Schepers        | La Française              |        |
| 8        | Gustaaf Van Slembrouck | Genial Lucifer-Hutchinson |        |
| 9        | Romain Gijssels        | Dilecta-Wolber            |        |
| 10       | Adolf van Bruane       | La Nordiste               |        |